# Teyvon Myers
Teyvon Myers, né le 20 juin 1994 à Brooklyn dans l'état de New York, est un joueur américain de basket-ball. Il évolue au poste d'arrière.

## Biographie
Au mois de mai 2020, il s'engage avec Ludwigsbourg pour les playoffs du championnat allemand. Il y dispute 6 matchs pour des moyennes de 4,3 points, 1,7 rebond et 0,8 passe décisive par rencontre. Son équipe s'incline finalement en finale contre l'ALBA Berlin.
Le 30 juin 2020, il signe à l'Élan Chalon pour la saison 2020-2021 de Jeep Élite,.
En janvier 2021, Myers quitte Chalon et s'engage avec la Chorale Roanne Basket jusqu'à la fin de la saison en cours.
À l'été 2021, Myers rejoint le Sopron KC, club hongrois de première division.